# Fassung (Bemalung)

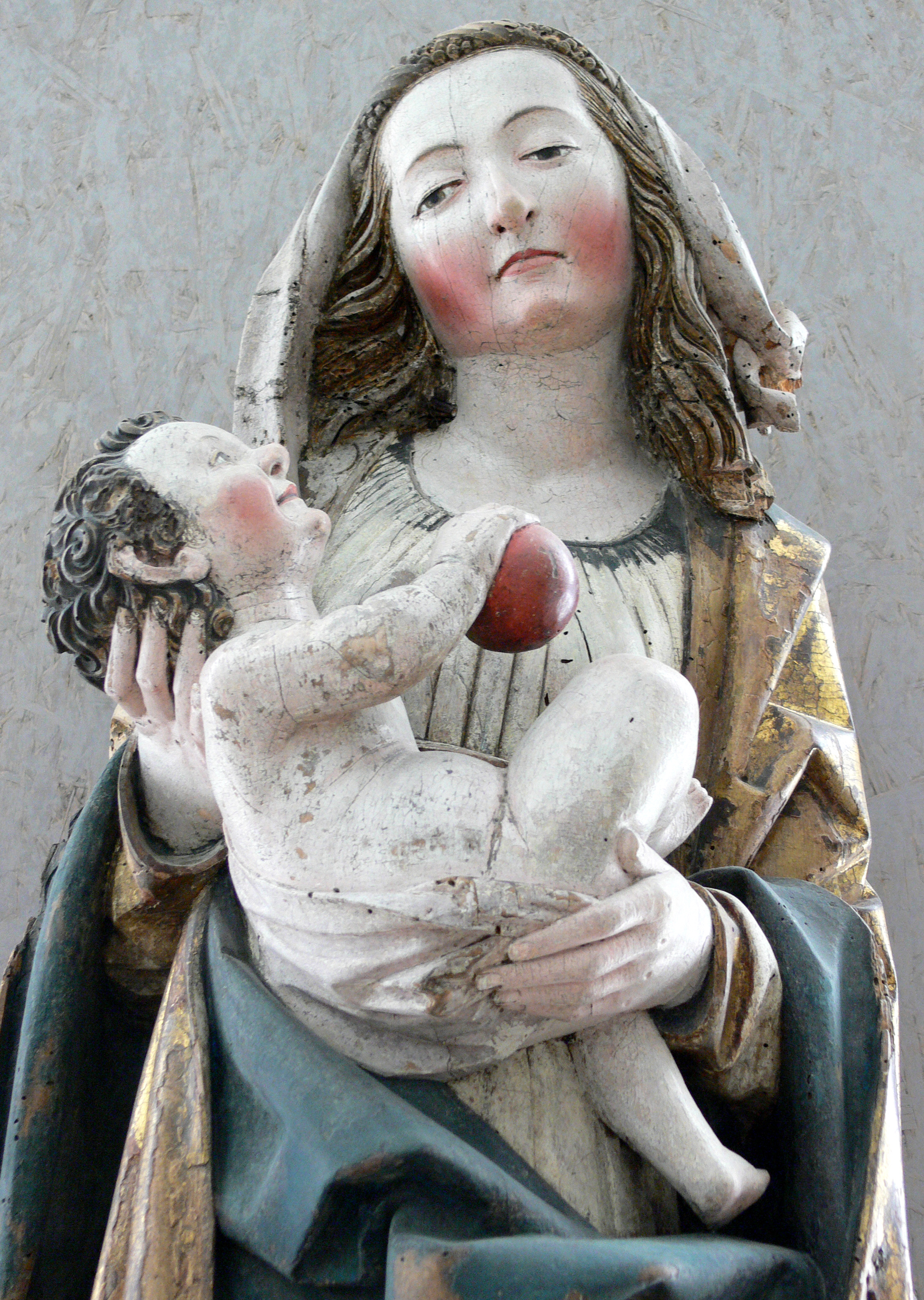
Madonna mit Kind aus Horgenzell-Ringgenweiler (Detail). Lindenholz mit alter Fassung, ursprünglich holzsichtig, Oberschwaben um 1500 (Landesmuseum Württemberg, Stuttgart)

Die Fassung (v. fassen, mittelhochdt. vazzen = fassen, erfassen, ergreifen; althochdt. fazzon, wortverwandt mit fest) bezeichnet die farbliche Gestaltung einer Skulptur, eines Reliefs, eines Bildes oder einer anderen Oberfläche (Bemalung, Färbung), sowie auch die Belegung eines Objektes mit Edelmetallen, zum Beispiel Vergoldung.
Die Fassung von Skulpturen wird von dem sogenannten Fassmaler (auch Staffiermaler), einem eigenständigen Beruf, erstellt.
Nach dem Grundieren folgt die sogenannte „Leimlösche“ (z. B. mit einem Glutinleim) zur Absperrung des Untergrundes bzw. Verringerung seiner Saugfähigkeit. Das Vergolden oder Bemalen erfolgt in einer oder mehreren Schichten. Zuletzt wird die Oberfläche der Plastik geglättet, poliert oder lackiert.

## Grundierung
Die Grundierung einer Plastik, Skulptur oder von Architekturelementen (aus Holz, Gips, Naturstein oder anderen Materialien) dient dazu, die Oberfläche zu glätten, damit ein gleichmäßiger Auftrag von Farbe oder Edelmetallen möglich wird und um im Falle des Holzes ein Einsaugen der Farben in die Poren zu verhindern. Die Grundierung ist oft wenige Millimeter stark und bisweilen werden Details der Skulptur erst in der Grundierung ausgearbeitet. Das Mittel zur Grundierung ist eine Verbindung aus tierischem Leim und verschiedenen Sorten Kreide, die in warmem Zustand mit einem weichen Pinsel in mehreren Schichten auf die unbehandelte Oberfläche der Skulptur gestrichen wird. Jede Schicht wird nach dem Trocknen geschliffen (mit Schachtelhalmen oder Schleifpapier).
Die Helligkeit der Grundierung und ihr Reflexionsvermögen beeinflusst die Farbwirkung der anschließenden Schichten der Fassung, wenn die Farben transluzid aufgetragen werden. Eine heute oftmals durchscheinende Grundierung ist Folge physischer und chemischer Alterungsprozesse der Fassung, die nicht zwangsläufig von vornherein gedacht waren.

## Polierweißfassung
Die Polierweißfassung hatte im 18. Jahrhundert große Bedeutung. Das Ziel war es, edleres Material wie Marmor, Porzellan und farbige Materialien nachzuahmen.
Bei einer Methode etwa benutzte man eine besonders sorgfältig aufgetragene und mit einem eigens zugerichteten Bimsstein geschliffene Grundierung. Sie wurde mit verschiedenen Zusätzen versehen. Zum Abschluss konnte man mit einem Hundezahn oder einem speziell geformten Achat die Oberfläche glänzend polieren und so den Eindruck zarten Porzellans erwecken.
Eine weitere Methode ist, über einer Grundierung mehrere öl- oder harzgebundene Lackschichten aufzutragen.

## Polychrome Fassung (Mehrfarbig)

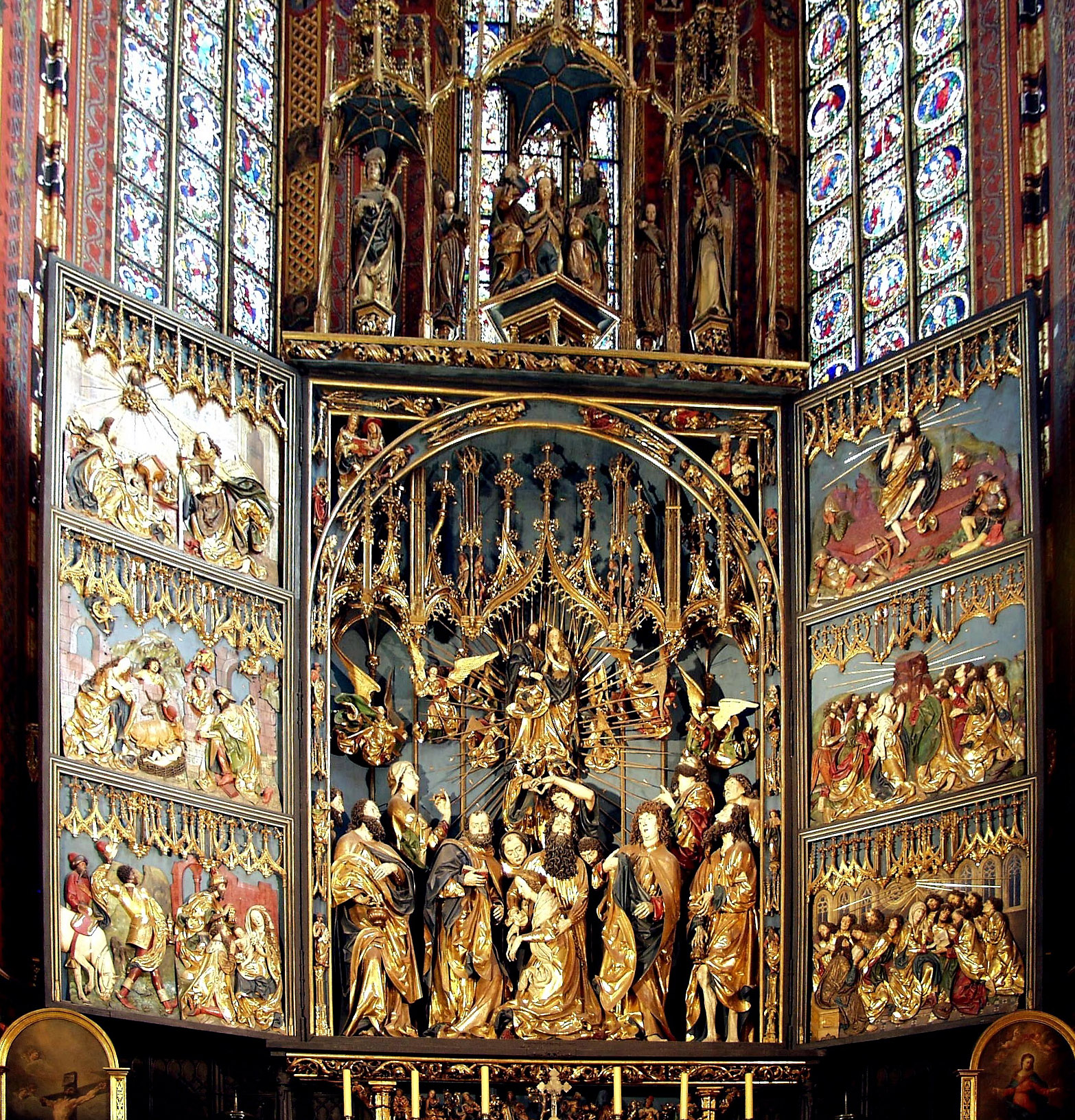
Veit Stoß: Marienretabel, Marienkirche in Krakau

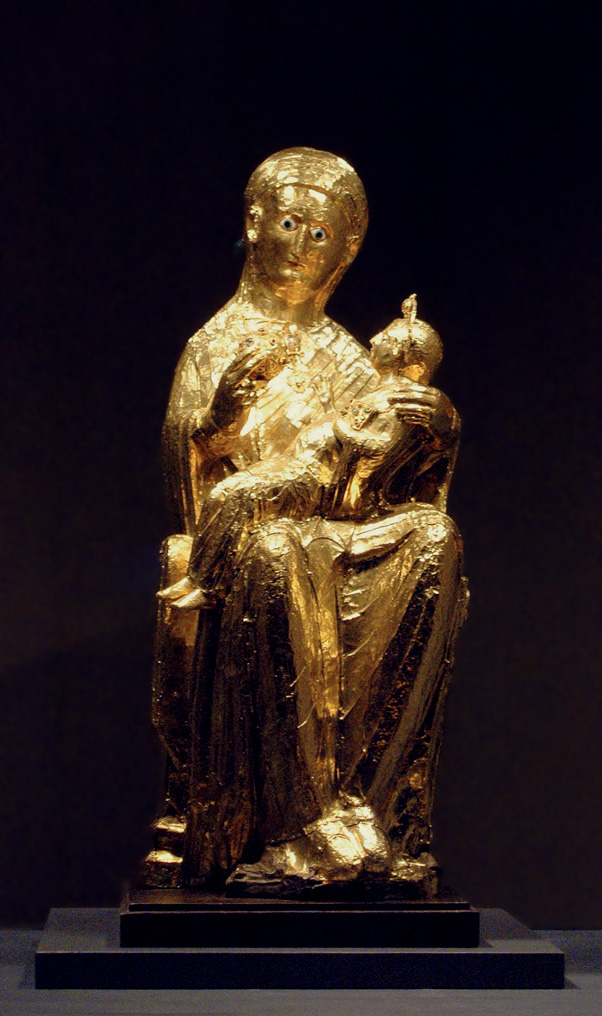
Goldene Madonna des Essener Domschatzes, Goldblech auf Holzkern, um 1000

Die polychrome Fassung besteht aus mehreren aufeinander abgestimmten Farbschichten. Zeitgenössische Fassmaler verwenden dazu gewöhnlich fertige Leim- oder Eitempera, die auf die Grundierung aufgetragen und anschließend poliert wird.
Vor der industriellen Herstellung von gut pigmentierten Farben stellten die Fassmaler die Farben selbst her. Dazu wurden reine Pigmente (Farbstoffe) auf einer Glasplatte gerieben und mit Bindemitteln (Harze, Leime, Öle und anderes) vermischt.
Ein anderer Weg, farbige Oberflächen zu erzielen, besteht darin, verschiedene Lasuren mit mehr oder weniger intensiver Tönung übereinander zu legen. Für leuchtende Rottöne wird beispielsweise Zinnoberrot auf weißen Kreidegrund mit wässrigem Bindemittel gemalt. Darüber wird eine dunkelrote Öllasur aus Krapplack gelegt, in die noch einmal dunklere Schattierungen in Faltentiefen eingemalt wird.

## Monochrome Fassung
Dabei handelt es sich um eine Fassung, die aus einer einzigen Farbe besteht, welche nur durch weiße oder schwarze Hellung bzw. Verdunkelung moduliert wird. Sie dient dazu, bestimmte Materialien nachzuahmen, etwa Naturstein oder Metall, auch der Verwirklichung von Farbkonzeptionen beispielsweise an barocken und klassizistischen Gebäudefassaden. Angewandt wurde die Grisaille-Malerei z. B. bei den altniederländischen Malern des 15. und 16. Jahrhunderts.

## Inkarnat
Die Teile einer Skulptur, die Hautoberflächen wiedergeben (Gesicht, Hände etc.), werden besonders sorgfältig behandelt. Diese „Fleischteile“ heißen Inkarnate. Auf der Grundierung werden die Farben in mehreren Schichten fein und dünn übereinander aufgetragen, die dann den passenden Hautton ergeben. Oftmals werden in der mittelalterlichen Fassmalerei für Männergesichter andere Farbzusammensetzungen (meist farblich stärkere) als für Frauengesichter gewählt.
Die erste Schicht trägt die sogenannte „Binnenzeichnung“ (Grundrisse von Augen, Augenbrauen, Mund und Wangenrot). Die oberen Schichten werden entweder lasierend aufgetragen oder sie haben einen transparenten emailleartigen Weiß-Schimmer. Diese Schichten neutralisierten dann die Konturen darunter. Durch diese Übermalungen entsteht eine zart zerfließende Farbwirkung, die Hautfarben perfekt wiedergibt. Vor allem Figuren des Rokoko (Spätrenaissance, Verfeinerung der Techniken) weisen sehr schöne Inkarnate auf.

## Blattgold
Das Blattgold wurde in früheren Jahrhunderten durch die Vergolder selbst aus Dukaten und anderen Goldmünzen geschlagen. Heute kann man das fertige Blattgold im Fachhandel kaufen. Blattgold wird aus flachen Goldplättchen hergestellt, die zwischen Lederflecken gelegt und solange mit einem schweren Hammer geschlagen werden, bis hauchdünne Folien von bis zu 1/30.000 mm entstehen. Diese Folien werden in acht mal acht Zentimeter große Blätter geschnitten und in Papierheftchen gelegt.

## Blattmetallfassung

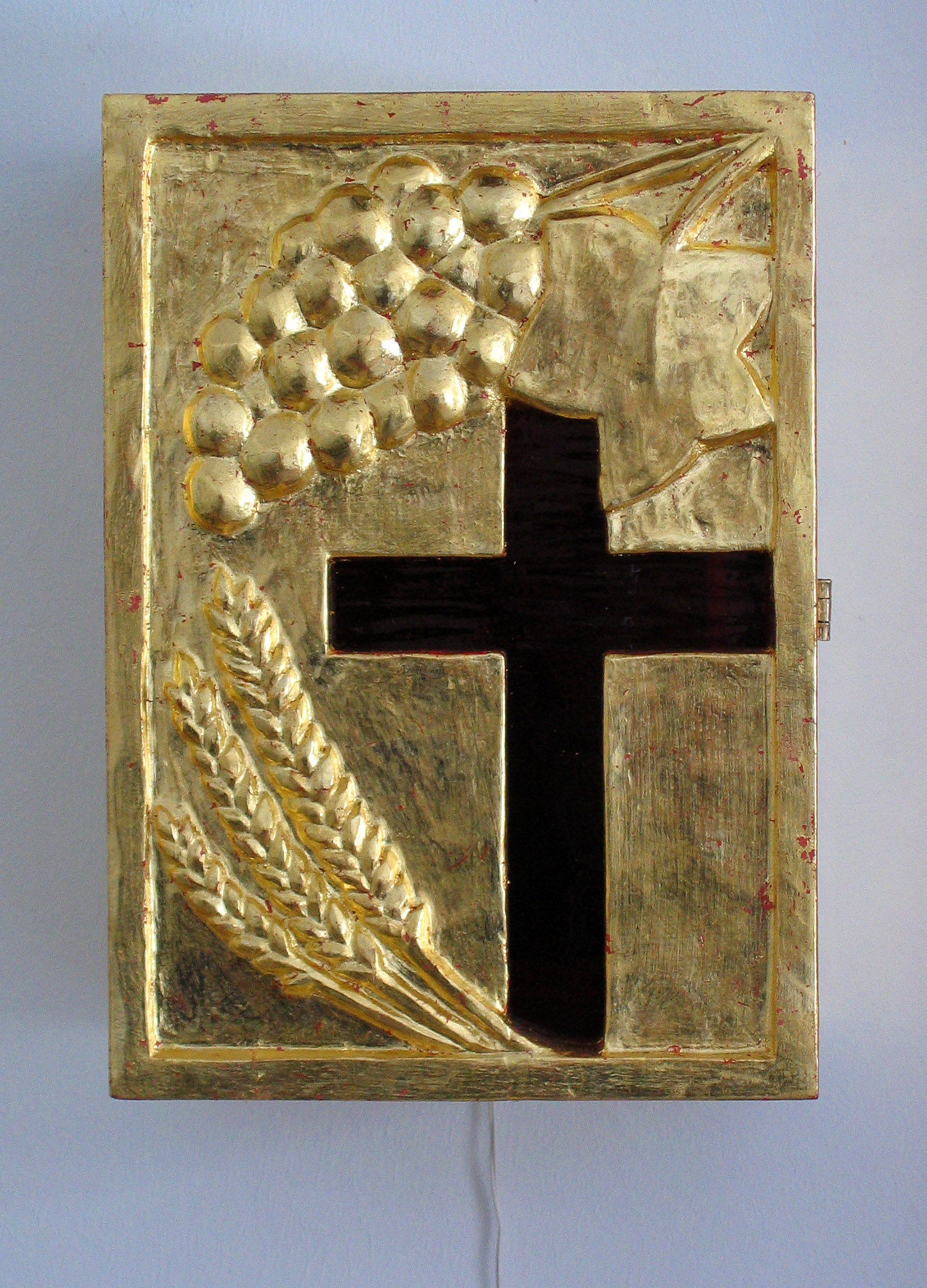
Tabernakel mit Blattvergoldung auf rotem Poliment. Das Poliment schimmert durch und ist an manchen Stellen sichtbar.

Beim Vergolden mit Blattgold – oder auch beim Auflegen von Silber – finden verschiedene Techniken Anwendung.
Die wertvollste Art der Vergoldung ist die Polimentvergoldung. Dabei wird die Skulptur nach der Grundierung und „Leimlösche“ an den zu vergoldenden Stellen mit einer weiteren Grundierung in Rot, Ocker oder selten Gelb versehen, dem Bolus. Auf dem Bolusgrund wird echtes Blattgold mit einem speziellen Gerät aufgetragen, dem Vergolderpinsel oder Anschießer. Der Pinsel ist statisch geladen und ersetzt den Handkontakt, bei dem das Goldblättchen aufgrund seiner Beschaffenheit unweigerlich zerfallen würde. Das dunkle Rot des Polimentes scheint bisweilen durch das Gold hindurch und verleiht ihm einen besonders schönen Glanz, sobald es mit einem Achatstein oder Tierzahn poliert wurde, um die Nahtstellen der Goldblättchen zu beseitigen.
Auf die gleiche Weise wird eine Skulptur mit Silber belegt. Da Silber oxidiert, muss anschließend ein Lack aufgetragen werden, um das Metall vor dem Anlaufen und der Schwärzung oder Bräunung zu bewahren.
Dem Beschauer verborgene Partien, zum Beispiel Faltentiefen, wurden besonders in der Barockzeit mit billigerem Zwischengold (einer Legierung aus Gold und Silber) belegt. Wo die einzelnen Metallblättchen nicht nahtlos aneinanderstoßen, wurden zu dieser Zeit die Fehlstellen häufig mit einem goldgelben Pflanzenlack ausgeglichen, damit der kontinuierliche Verlauf der Oberfläche erhalten blieb. Im Mittelalter verzichtete man oft an den nicht sichtbaren Stellen ganz auf die Vergoldung und begnügte sich mit der Grundierung oder dem Bolus.
Für feine goldglänzende Linien wird Pulvergold verwendet. Fein vermahlenes Gold wird dabei mit einem Bindemittel (Leim) vermischt und malerisch aufgetragen. Eine andere Form der Aufbringung von Goldlinien und Mustern ist das Sgraffito, bei dem eine vergoldete Fläche mit einer meist dunklen Farbschicht belegt wird, aus der man dann im noch nassen Zustand das Muster herauskratzt, so dass das Gold an diesen Stellen durchscheint. Diese Technik ist in der Produktion der Antwerpener Retabel des 16. Jahrhunderts sehr verbreitet. Bisweilen meinen die Begriffe Florieren (Goldornamentieren) und Musieren eine sehr ähnliche Technik in anderem Sprachgebrauch.
Die Technik der Ölvergoldung, bei der das Blattgold auf eine Mixtion genannte Lösung gelegt wird, erlaubt sehr schnelles Arbeiten. Das Gold kann jedoch nach Abschluss der Arbeit nicht poliert werden. Es bleibt matt und entwickelt nicht den typischen Goldglanz. Mattvergoldung ist oftmals ein Hinweis auf eine Neufassung in nachmittelalterlicher Zeit.
Neben der Verwendung von echtem Silber und Gold wurden bis in das späte 19. Jahrhundert auch Legierungen aus unedleren Metallen verarbeitet, sogenannte Bronzierungen, die aber bereits nach kurzer Zeit oxidierten und Flecken in der Vergoldung bildeten, die oft ebenso hässlich waren wie die fehlende Vergoldung und heute zumeist abgenommen und wieder durch echtes Blattgold ersetzt werden.
Bei Fassungen nur aus Metallen wird entweder das Inkarnat in Silber aufgetragen und das Gewand in Gold oder umgekehrt. Diese Fassungen findet man allerdings sehr selten. Sie sind in aller Regel Skulpturen vorbehalten, die in Kirchen aufgestellt sind.

## Lüsterfassung
Auch diese Technik diente vor allem in der Barockzeit dazu, edle Materialien nachzuahmen. Über einer Silberauflage malte man lichtdurchlässige grüne, rote oder blaue Lasuren und erweckte so den Anschein von Edelsteinen, beispielsweise an Gewandsäumen. Bei der figürlichen Ausstattung von Kirchen finden sich auch gelegentlich gelüsterte Gewänder, etwa die in der Regel blaue Bekleidung der Madonna. Eine solche Fassung ließ ein Werk wertvoller erscheinen.
Eine weitere Variante des Lüsterns ist das Aufbringen von Metallen, die zuvor farbig gemacht wurden – das Einschmelzen zusammen mit Lösungen von Harzseifen und ätherischen Ölen bewirkt eine Tönung oder Verfärbung des Edelmetalles, das anschließend wie Farbe verarbeitet werden kann. Beim modernen Lüstern ergeben sich Farbunterschiede durch Beimischung von anderen Stoffen (Eisenoxid = rot, Uran = gelb, Perlmutt = weiß).

## Firnis
Die Firnis ist ein durchsichtiger Überzug, welcher die Farb- oder Metallschichten vor den schädigenden Einflüssen der Atmosphäre (Staub, Sauerstoff, Gase, Feuchtigkeit) bewahrt. Da Firnisse nie farbneutral sind, sondern eine sehr leichte Eigentönung haben, verändern sie die Reflexion des Lichtes auf einer Fassung und beeinflussen daher die Glanz- und Farbwirkung geringfügig. Firnisse trüben mit der Zeit ein und müssen gelegentlich erneuert werden. Sie sind außerdem nicht wetterfest.
Auch vermeintlich „ungefasste“ Holz-Skulpturen des Mittelalters sind oft gefirnisst.

## Fassungsuntersuchung und Restaurierung
Wenn man heutzutage eine Fassungsuntersuchung an Skulpturen macht, kann man Schlussfolgerungen auf die Herkunft und das Alter einer Skulptur (Datierung, zeitliche Einordnung) ziehen. Diese Ergebnisse erleichtern es deshalb auch, den speziellen Werdegang einer Figur nachzuvollziehen. Teilweise wurden die Fassungen im Laufe der Jahrhunderte geändert oder völlig neu gestaltet. Insbesondere wird die Fassung in dem Fall, dass ein Objekt mehrmals neu gefasst wurde, als die Gesamtheit der zusammengehörenden Farbflächen (und Belagflächen) verstanden. In diesem Sinn wird der Ausdruck in der Kunstgeschichte und Restaurierung gebraucht und er dokumentiert die Objektgeschichte, da z. B. an einer vielfachen Überfassung die fortgesetzte liturgische Nutzung einer Skulptur über lange Zeit indiziert ist. Im Restaurierungsprozess wird heute oftmals die oberste Fassung, wenngleich sie jüngeren Datums und der darunter liegenden mittelalterlichen Fassung auch nicht entsprechend ist, beibehalten, da sie untrennbar zur Objektgeschichte gehört und das Erscheinungsbild nach einer Fassungsabnahme entschieden gestört wäre.